# 엘리 푸젯
엘리 푸제이(Ely Pouget, 1961년 8월 30일 ~ )는 미국의 배우, 모델이다.
뉴어크에서 태어났다.

## 출연 작품
- 토탈 리얼리티 (1997년)
- 론머 맨 2 (1996년)
- 레드 슈 다이어리 5 (1995년)
- 위장 살인 (1995년) - 토니 컴프턴 역
- 데스 머신 (1994년)
- 이브의 반란 (1993, Silent Victim)
- 시티 레인져 (1993년)
- 냉혹한 관계 (1990년)
- 마의 해역 (1990년)
- 부활자 (1989년)
- FBI (1989년)

### 텔레비전
- 13일의 금요일 - TV 시리즈 (1988)
- NCIS (2004-05) - 줄리 왓슨 역
- 더 영 앤 더 레스트리스 (2008-10)